# Rugmark
Rugmark war eine 1995 von indischen Nichtregierungsorganisationen, deutschen und internationalen Hilfswerken und der Deutschen Gesellschaft für Technische Zusammenarbeit ins Leben gerufene globale Non-Profit-Organisation. Das Rugmark-Siegel wurde im Jahr 2009 durch das Goodweave-Siegel abgelöst.
Das Ziel war die Bekämpfung der illegalen Kinderarbeit in der Teppichindustrie in Indien. Dies wurde erreicht, indem Webstühle und Fabriken in Produktionszentren durch überraschende und zufällige Inspektionen kontrolliert werden. In Nepal wurde 1996 eine Stiftung eröffnet, und 1998 Pakistan mit einbezogen. Im Jahr 2002 besuchte eine Delegation deutscher Bundestagsabgeordneter, unter anderem Norbert Blüm, die Initiative in Indien.
Rugmark vergab international ein registriertes Siegel für Teppiche, die nach den Rugmark-Kriterien geknüpft wurden. Das Konzept verfolgte zwei Strategien:
- Kontrolle und Zertifizierung der Produktion vor Ort
- Sozialprogramme für (ehemalige) Kinderarbeiter und deren Familien.

Somit besaßen die Teppichhersteller und Exporteure eine Rugmark-Lizenz, in der sie versicherten, dass sie die Kriterien „keine Beschäftigung von Kindern unter 14 Jahren, Akzeptanz von unangekündigten Kontrollen zu jeder Zeit und Offenlegung der Aufträge und Bestellungen gegenüber dem Rugmark-Büro“ erfüllten.